# Stupeň B1024 Falconu 9
Stupeň B1024 Falconu 9 je první stupeň rakety Falcon 9 vyráběné společností SpaceX. Poprvé a naposledy tento první stupeň letěl v červnu 2016, při misi ABS-2A / Eutelsat 117 West B, kdy do vesmíru vynesl telekomunikační družice ABS-2A a Eutelsat 117 West B. Statický zážeh pro tuto misi proběhl 12. června 2016. Po vynesení nákladu, se pokusil o přistání na plovoucí plošině OCISLY, těsně před přistáním mu však došlo okysličovadlo, tvrdě přistál na palubu a následně se převrhl.

## Přehled letů
| Číslo použití | Datum startu (UTC) | Let číslo | Náklad                       | Start | Místo startu | Přistání | Místo přistání | Poznámky                                                                                          |
| ------------- | ------------------ | --------- | ---------------------------- | ----- | ------------ | -------- | -------------- | ------------------------------------------------------------------------------------------------- |
| 1             | 15. červen 2016    | 26        | ABS-2A / Eutelsat 117 West B |       | CCAFS SLC-40 |          | OCISLY         | Těsně před přistáním raketě došlo okysličovadlo, tvrdě přistála na palubu a následně se převrhla. |